# Libertà!
Libertà! è un album di Al Bano e Romina Power, pubblicato nel 1987 in Italia ed in altri paesi europei, arrivando decimo in Austria.

## Descrizione
La canzone Libertà è uno dei più grandi successi del repertorio del duo. È stata scritta e composta come "inno" di libertà contro ogni dittatura. A lungo censurata in Romania, è stata poi diffusa dalle radio di quel paese dopo la Rivoluzione rumena del 1989. Uno degli autori, Springbock, non è altro che uno pseudonimo del cantante sudafricano Howard Carpendale.
L'album contiene anche il brano per il quale Al Bano accusò Michael Jackson di un presunto plagio nel 1992, poiché riteneva che la canzone Will You Be There del cantante statunitense fosse una copia de I cigni di Balaka.
Abbi fede è un duetto tra Romina Power e la figlia Ylenia Carrisi.
L'album è stato pubblicato anche in lingua spagnola, col titolo Libertad, per il mercato della Spagna e dell'America Latina.

## Tracce
1. Libertà – 4:16 (Springbock, L.B.Horn, Willy Molco, Romina Power, Vito Pallavicini)
2. Ma il cuore no – 3:59 (Al Camarro, L.B.Horn, Romina Power, Vito Palavicini, Willy Molco)
3. Le mie radici – 4:25 (Albano Carrisi, Romina Power, Willy Molco)
4. Notte a Cerano – 4:10 (Albano Carrisi)
5. Nel mondo – 3:52 (Albano Carrisi, Romina Power)
6. Makassar – 3:49 (Al Camarro, L.B.Horn, Albano Carrisi, Romina Power)
7. Incredibile appuntamento – 4:46 (Albano Carrisi, Willy Molco)
8. Quando si ama – 3:51 (Albano Carrisi, Romina Power)
9. Abbi fede – 3:23 (Albano Carrisi, Romina Power)
10. I cigni di Balaka – 4:07 (Albano Carrisi, Willy Molco, Albano Carrisi)

### Libertad
L'edizione del disco in lingua spagnola pubblicata in Spagna e in America Latina
1. Libertad (Springbock, L.B.Horn, Willy Molco, Romina Power, Vito Pallavicini)
2. El corazón, no (Al Camarro, L.B.Horn, Romina Power, Vito Palavicini, Willy Molco)
3. Nuestras raíces (Albano Carrisi, Romina Power, Willy Molco)
4. Noche en mi pueblo (Albano Carrisi)
5. He visto (En el mundo) (Albano Carrisi, Romina Power)
6. Makassar (Al Camarro, L.B.Horn, Albano Carrisi, Romina Power)
7. Cita increíble (Albano Carrisi, Willy Molco)
8. Cuando se ama (Albano Carrisi, Romina Power)
9. Abbi fede (Albano Carrisi, Romina Power)
10. Los cisnes de Balaka (Albano Carrisi, Willy Molco, Albano Carrisi)

## Formazione
- Al Bano – voce
- Romina Power – voce
- Heiner Malecha – basso
- Claus-Robert Kruse – tastiera
- Werner Schmidt, Martin Langer – batteria
- Wesley Plass – chitarra

## Classifiche
| Classifica | Posizione |
| ---------- | --------- |
| Austria    | 10        |
| Germania   | 35        |